# Смирнов, Михаил Юрьевич
Михаил Юрьевич Смирнов (24 июня 1955, с. Барабаш, Приморский край — 24 января 2025, Москва) — российский религиовед, социолог и философ. Доктор социологических наук, кандидат философских наук, профессор.

## Биография
В 1979 году окончил философский факультет ЛГУ им. А. А. Жданова по специальности «философия».
В 1979—2014 годах — преподаватель, а затем доцент (с 1988 г.) философского факультета ЛГУ имени А. А. Жданова.
В 1986 году защитил кандидатскую диссертацию «Вопросы войны и мира в современной христианской идеологии: критический анализ».
В 2006 году защитил докторскую диссертацию «Религиозно-мифологический комплекс в российском общественном сознании. Историко-социологическое исследование».
В 2015—2025 годах — заведующий кафедрой философии Ленинградского государственного университета имени А. С. Пушкина.
Член Исследовательского комитета «Социология религии» Российского общества социологов.
Член научно-методического совета по религиоведению (НМС), Общество «Знание» Санкт-Петербурга и Ленинградской области (до упразднения НМС в 2016 г.).
Член редакционных коллегий научных журналов «Вестник Православного Свято-Тихоновского гуманитарного университета. Серия 1: Богословие. Философия. Религиоведение», «Вестник Ленинградского государственного университета им. А. С. Пушкина» (научный редактор), «Технологос», «Государство, религия, Церковь в России и за рубежом».
Председатель диссертационного совета 72.2.005.01 при ЛГУ им. А. С. Пушкина.
Автор более 300 работ по религиоведению, социологии религии.
Умер 24 января 2025 года в возрасте 69 лет.

## Научная деятельность
Раскрыл и систематизировал социальные аспекты христианских теологических теорий войны и мира. Создал концепцию религиозно-мифологического комплекса как устойчивой динамичной целостности религиозных и мифоритуальных элементов общественного сознания.

## Основные работы

### Монографии
- Смирнов М. Ю. Своевременное религиоведение. Вопросы теории и методологии российских исследований религии: монография. — Санкт-Петербург: ЛГУ им. А. С. Пушкина, 2024. — 188 с. ISBN 978-5-8290-2183-2

- Философия и религиоведение в Ленинградском государственном университете имени А. С. Пушкина: коллективная монография / М. Ю. Смирнов, О. С. Борисов, О. И. Ставцева [и др.]. — СПб: Ленинградский государственный университет имени А. С. Пушкина, 2022. — 232 с. — ISBN 978-5-8290-2066-8
- Трансформации глобального конфессионального геопространства: коллективная монография. / науч. ред.: Л. А. Андреева, И. В. Следзевский, М. Ю. Смирнов. СПб.: Владимир Даль, 2021. — 549 с. ISBN 978-5-93615-294-8[14]
- Смирнов М. Ю. Теология в государственном вузе? Критические замечания по поводу «теологизации» образования. // Гражданственность. Религия. Образование: коллективная монография. / под ред. М. Г. Писманика, А. А. Лисенковой, А. А. Субботиной. — Пермь: Пермский государственный институт культуры, 2020. — С. 87—94. — ISBN 978-5-91201-344-7
- Трансформации религий в современном обществе и культуре: коллективная монография / М. Ю. Смирнов, А. В. Конева, С. В. Полатайко [и др.]. — СПб: Ленинградский государственный университет им. А. С. Пушкина, 2019. — 140 с. — ISBN 978-5-8290-1814-6
- Философия в Царском Селе: коллективная монография / отв. ред. М. Ю. Смирнов. — СПб.: ЛГУ им. А. С. Пушкина, 2017. — 160 c. ISBN 978-5-8290-1703-3
- Смирнов М. Ю. Светский взгляд на религиозную миссию / М. Ю. Смирнов // Религиозные миссии на общественной арене: российский и зарубежный опыт: коллективная монография. / под ред. А. А. Красикова и Р. Н. Лункина. — М.: Институт Европы РАН, 2016. — С. 26-29. — ISBN 978-5-98163-068-2
- Православие и современность: проблемы секуляризма и постсекуляризма: коллективная монография / М. Ю. Смирнов, Ю. Ю. Синелина, А. И. Кырлежев [и др.]. — М.: Новоспасский монастырь, 2015. — 456 с. — ISBN 978-5-9906510-0-5
- Смирнов М. Ю. Религия и религиоведение в России / М. Ю. Смирнов. — СПб: Издательство Русской христианской гуманитарной академии, 2013. — 365 с. — ISBN 978-5-88812-586-1
- Протестантизм: pro et contra: Антология / Сост. М. Ю. Смирнов. — СПб: Русская христианская гуманитарная академия, 2012. — 846 с. — (Русский путь). — ISBN 978-5-88812-485-7
- Смирнов М. Ю. Российское общество между мифом и религией: историко-социологический очерк / М. Ю. Смирнов — Санкт-Петербург: Издательство Санкт-Петербургского университета, 2006. — 225 с. — ISBN 5-288-03904-6
- Смирнов М. Ю. Мифология и религия в российском сознании. Методологические вопросы исследования / М. Ю. Смирнов. — Санкт-Петербург: Летний сад, 2000. — 128 с. ISBN 5-89740-108-X[15]

### Словари
- Энциклопедический словарь социологии религии / отв. ред. М. Ю. Смирнов. — СПб: Платоновское общество, 2017. — 508 с. — ISBN 978-5-9909527-7-5
- Смирнов М. Ю. Социология религии: словарь / М. Ю. Смирнов. — СПб: Изд-во С.-Петерб. ун-та, 2011. — 412 с. — ISBN 978-5-288-05093-0
- Смирнов М. Ю. Реформация и протестантизм: словарь / М. Ю. Смирнов — СПб: Изд-во С.-Петерб. ун-та, 2005.—197 с. — ISBN 5-288-03727-2

### Учебные издания
- Религиоведение: Учебник и практикум / Р. В. Светлов, С. В. Пахомов, Д. В. Шмонин, М. Ю. Смирнов, М. Ю. Хромцова. — 8-е изд.. — М.: Издательство «ЮРАЙТ», 2023. — 307 с. — (Бакалавр. Академический курс). — ISBN 978-5-534-03120-1
- Философия. Культурология. Религиоведение: учебное пособие / науч. ред. М. Ю. Смирнов. — Санкт-Петербург: ЛГУ им. А. С. Пушкина, 2023. — 148 с. — ISBN 978-5-8290-2129-0
- Религиоведческая конфликтология: учебное пособие / А. М. Прилуцкий, Д. А. Головушкин, В. Ю. Лебедев, М. Ю. Смирнов [и др.]; Институт истории и социальных наук Российского государственного педагогического университета им. А. И. Герцена. — СПб: ООО «Медиакросс», 2021. — 227 с. — ISBN 978-5-9909744-5-6
- Смирнов М. Ю. Философия религии в современном обществе: учебно-методическое пособие / М. Ю. Смирнов. — СПб: Ленинградский государственный университет им. А. С. Пушкина, 2017. — 88 с. — ISBN 978-5-8290-1674-6
- Смирнов М. Ю. Философия религии и религиоведение: учебное пособие / М. Ю. Смирнов, О. А. Бокова, К. М. Антонов. — СПб: Ленинградский государственный университет им. А. С. Пушкина, 2017. — 116 с. — ISBN 978-5-8290-1675-3
- Смирнов М. Ю. Религии стран Северной Европы / М. Ю. Смирнов. — СПб: Санкт-Петербургский государственный университет телекоммуникаций им. проф. М. А. Бонч-Бруевича, 2008. — 80 с.
- Смирнов М. Ю. Очерк истории российской социологии религии: учебное пособие / М. Ю. Смирнов. — СПб: Изд-во С.-Петерб. ун-та, 2008. — 140 с. — ISBN 978-5-288-04703-9
- Лекции по истории религии: учебное пособие / А. Л. Буряковский, М. Родионов, М. Ю. Смирнов [и др.]. — СПб: Издательство «Лань», 1997. — 271 с.